# لورا سولورزانو
لورا سولورزانو (بالإنجليزية: Laura Solórzano)‏ (1961، غوادالاخارا في المكسيك)؛ كاتِبة وشاعرة مكسيكية.